# Hồ Ngọc Hà
Hồ Ngọc Hà (Hué, 25 de novembro de 1984) é uma cantora, modelo e atriz vietnamita. Em 2003 e 2004, ganhando o primeiro lugar do concurso de modelos "Vietnam Supermodel Contest", Hồ Ngọc Hà tornou-se rapidamente famosa por sua beleza e talento, o que a levou (e possibilitou) diretamente seguir carreira também como cantora, atriz e, mais tarde, uma das juradas do programa The Voice Vietnã.

## Biografia
Ngọc Hà nasceu na cidade de Huế - antiga capital do Vietnã até 1945 - em uma família de banqueiros - seu avô paterno era francês -, mas com quatro anos mudou-se com a família para a cidade de Dong Hoi, capital da província de Quang Binh, onde passou toda a infância e parte da adolescência. Com 13 anos mudou-se para Hanói para dar incíio a sua carreira de modelo. Estudou piano na "Military College of Arts" do Vietnã, e em 2003 começou sua carreira musical, tendo seu primeiro álbum "24 Giờ 7 Ngày" (24 Horas 7 Dias) lançado em 2004, com sucesso. Atualmente mora na cidade de Hồ Chí Minh (ou Sài Gòn, capital do antigo Vietnã do Sul), e trabalha em seu segundo single "Đắn Đo". Seu seu sétimo álbum, ainda sem título, deve ser lançado na segunda metade de 2013 sob o selo da gravadora "Viết Tân Studio".
Em 2012 foi escalada para ser jurada na primeira temporada da versão vietnamita do programa de sucesso mundial: The Voice. Após o sucesso da primeira temporada do programa, Hà se prepara para a segunda temporada que deve estrear na segunda metade de 2013.

## Vida pessoal
Em 20 de abril de 2010, Hà confirmou em uma entrevista que estava grávida. Seu marido, Nguyễn Quốc Cường (mais conhecido como "Cường Đôla") é tido como um dos homens mais ricos do Vietnã, no entanto, discreta, Hà prefera manter-se em silêncio sobre suas relações familiares. "Eu nunca quis falar à imprensa sobre Cường. Se meu marido não fosse Cường, provavelmente não haveria tanto furor. Mas esta é uma curiosidade normal, e ninguém conhece melhor a verdade do que eu. Tenho uma carreira estável e com meus 26 anos de idade, tenho o direito de começar um novo capítulo na minha vida". Declarou Hà em 2010.
Em 21 de junho de 2010, Hồ Ngọc Hà deu à luz um garotinho batizado de Nguyễn Quốc Hưng, por meio de cesariana.

## Discografia

### Álbuns
- 24 Giờ 7 Ngày (2004)
- Và Em Đã Yêu (2005)
- Muốn Nói Với Anh (2006)
- Khi Ta Yêu Nhau (2007)
- Xin Hãy Thứ Tha (Single) (2009)
- Tìm Lại Giấc Mơ (2010)
- Sẽ Mãi Bên Nhau (Invincible) (2011)
- Đắn Đo (Single) (2012)